# 鈴木義里
鈴木 義里（すずき よしさと、1953年 - 2012年）は、日本の社会言語学者、大正大学准教授。現代インド文化、日本語論が専門。

## 来歴
東京都生まれ。北海道大学文学部卒業。1998年東京大学大学院総合文化研究科言語情報科学専攻博士課程修了、「インドの言語政策 多言語社会における国家と言語」で学術博士。

## 著書
- 『あふれる言語、あふれる文字 インドの言語政策』（右文書院、2001年）
- 『日本語のできない日本人』（中公新書ラクレ、2002年）
- 『つくられた日本語、言語という虚構 「国語」教育のしてきたこと』（右文書院、2003年）
- 『もうひとつのインド、ゴアからのながめ 文化・ことば・社会』（三元社、2006年）
- 『大学入試の「国語」 あの問題はなんだったのか』三元社 2011

## 共編著
- 『論争・英語が公用語になる日』（中公新書ラクレ編集部共編、中公新書ラクレ、2002年）